# Pułanki (Ostrowiec Świętokrzyski)

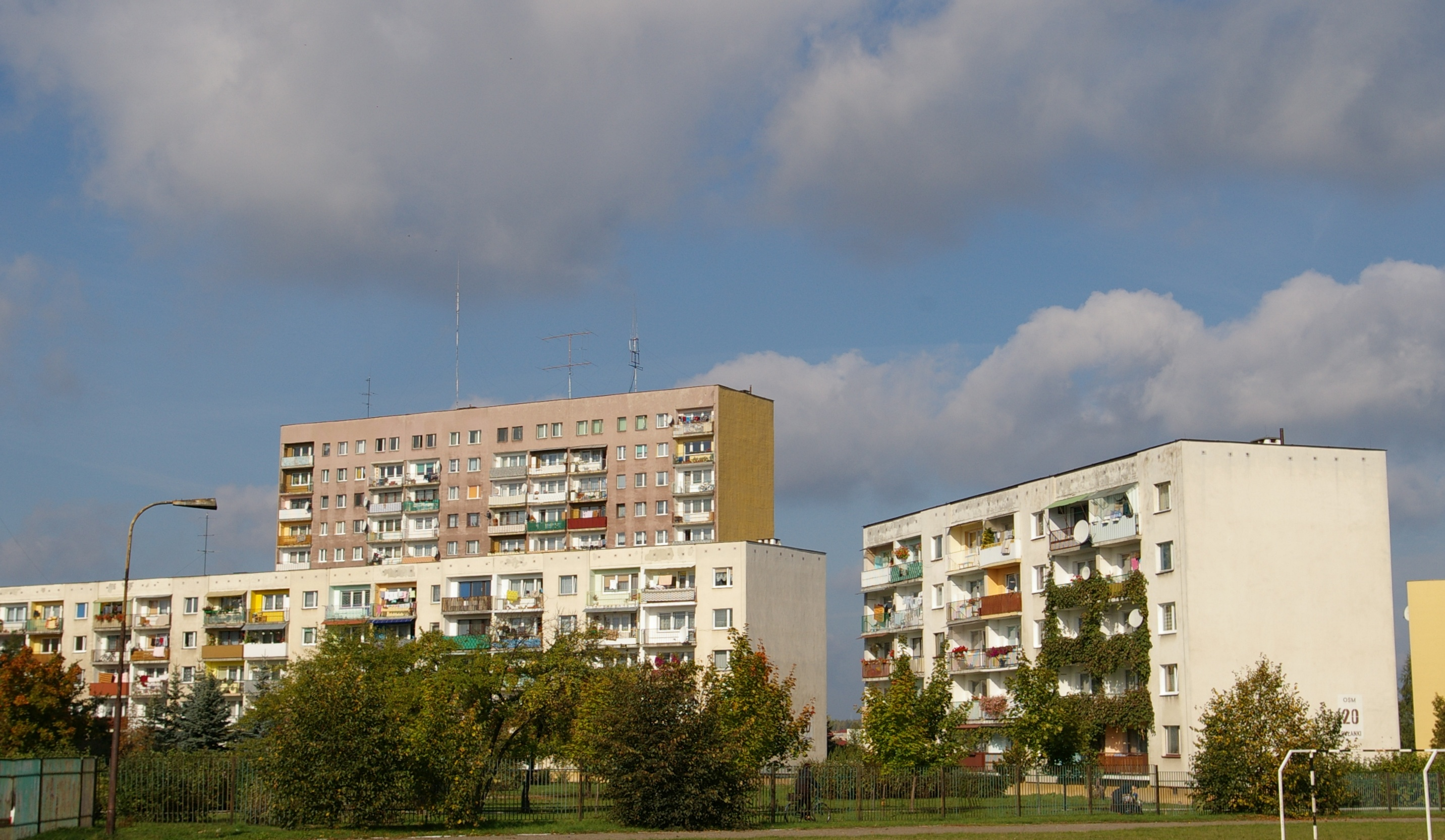
Bloki na osiedlu Pułanki

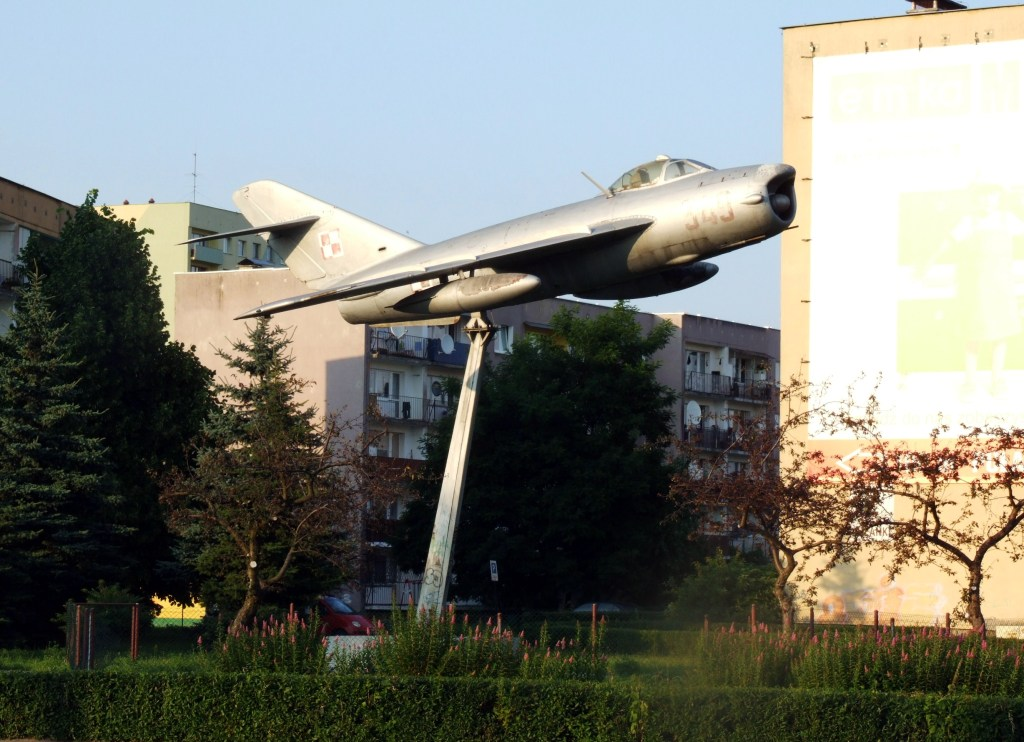
Samolot MiG-17PF, symbol osiedla Pułanki

Pułanki – osiedle samorządowe Ostrowca Świętokrzyskiego. Sąsiaduje z następującymi osiedlami: od północy z Gutwinem, od zachodu z osiedlem Piaski Henryków, od południa z osiedlem Słonecznym, a od wschodu ze Stawkami.
Na osiedlu znajduje się siedziba Wyższej Szkoły Biznesu i Przedsiębiorczości.

## Zasięg terytorialny
Osiedle obejmuje swym zasięgiem ulice: Akademicką, Aleję Jana Pawła II od nr 1-83 (numery nieparzyste), Armii Krajowej, bloki mieszkalne i domy jednorodzinne położone na terenie Osiedla Pułanki, Skwer im. Honorowych Dawców Krwi.